# Banque canadienne impériale de commerce
La Banque canadienne impériale de commerce (Canadian Imperial Bank of Commerce (CIBC) en anglais) (TSX : CM NYSE : BCM), est l'une des cinq grandes banques à charte du Canada. L'acronyme CIBC est employé pour la plupart de ses affaires publiques. Son siège social est à Toronto, Ontario. Elle a des activités dans le monde entier avec une présence importante aux États-Unis, aux Caraïbes, et au Royaume-Uni.
CIBC est une des deux grandes banques canadiennes ayant été fondées à Toronto avec la Banque Toronto-Dominion. Elle est aussi un membre de l'Association des banquiers canadiens.
Elle est, en 2004, la deuxième plus grande banque du Canada, après la Banque royale du Canada.

## Activités
CIBC a trois branches : Marchés de détail CIBC (CIBC Retails Markets), Gestion de Patrimoine (CIBC Wealth Management), et CIBC Marchés mondiaux (CIBC World Markets). Elle détient des opérations dans plusieurs régions telles que les États-Unis, les Caraïbes, l'Asie et l'Europe. Elle dessert plus de 11 millions de clients et a plus de 40 000 employés. En 2012, CIBC a été nommée l'institution financière la plus solide en Amérique du nord et la troisième plus stable au monde par le magazine financier Bloomberg Markets.

## Histoire

Logo de CIBC de 2003 au 22 septembre 2021

En 1867 la Banque canadienne du commerce est ouverte à Toronto. Elle ouvre sa première succursale québécoise à Montréal en 1870. La Banque impériale du Canada ouvre ses portes quelques années après en 1875, également à Toronto. En 1961, les deux banques fusionnent pour former la Banque impériale canadienne du commerce. En 1988, la CIBC est entrée dans le marché de capitaux avec l'acquisition de Wood Gundy Inc. En 1997, elle fait de même aux États-Unis en acquérant Oppenheimer & Co. Inc.
En juin 2016, CIBC annonce l'acquisition de PrivateBancorp, une banque américaine présente dans la région de Chicago, pour 3,8 milliards de dollars. En mars 2017, CIBC relève son offre sur PrivateBancorp à 4,9 milliards de dollars. Cette acquisition a précédé la formation de CIBC Bank USA, qui représente désormais les intérêts financiers de la banque aux États-Unis. La banque offre maintenant des comptes de dépôts et d'épargne en dollars américains ainsi que des cartes de crédit, des marges de crédit, des hypothèques et des investissements.
En association avec Loblaws, la CIBC maintient President's Choice Financial, institution inaugurée en 1996. Ce partenariat a pris fin le 16 août 2017 quand les deux sociétés ont décidé de terminer l'entente régissant l'institution financière. Tous les comptes de dépôts, les prêts personnels, les marges de crédit et les hypothèques détenus avec PC Financial ont ensuite été transférés à la filiale de CIBC, Simplii Financial.
Le 21 août 2018, CIBC a formé un consortium avec Air Canada, la Banque TD et Visa Canada pour acheter le programme de récompenses voyages Aeroplan pour 450 millions de dollars canadiens.
En février 2023, la banque CIBC propose une offre de 770 millions de dollars américains à Cerberus Capital Management pour régler la poursuite intentée à son endroit concernant des transactions financières durant la crise de 2008,.

## Principaux actionnaires
Au 16 février 2020:
| Royal Bank of Canada              | 7,91% |
| BMO Asset Management              | 3,71% |
| The Vanguard Group                | 2,77% |
| BMO Capital Markets               | 2,66% |
| 1832 Asset Management             | 2,09% |
| BlackRock Asset Management Canada | 1,97% |
| TD Asset Management               | 1,91% |
| RBC Dominion Securities           | 1,37% |
| CIBC World Markets                | 1,36% |
| Acadian Asset Management          | 1,24% |

## Galerie

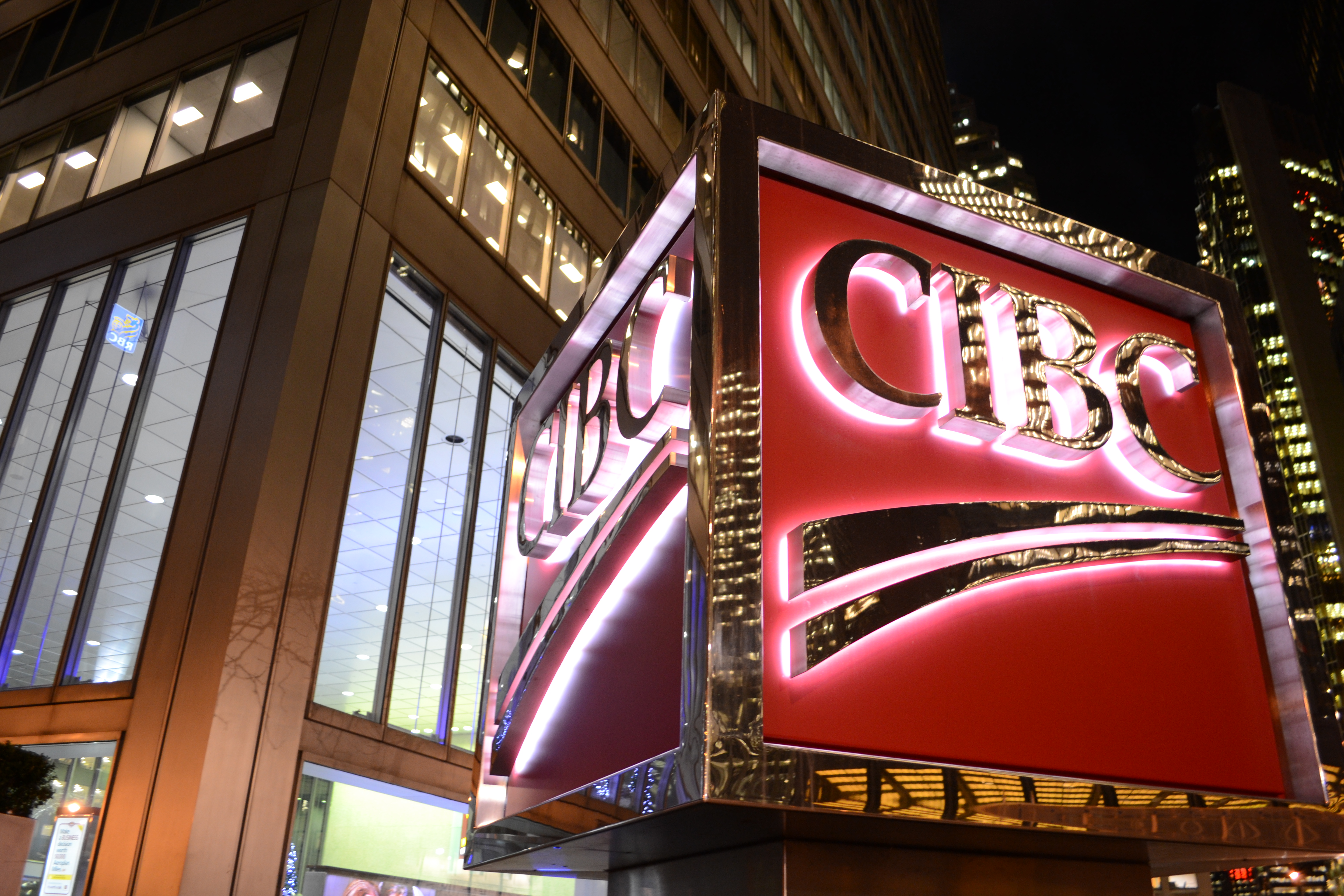
Siège social de Toronto
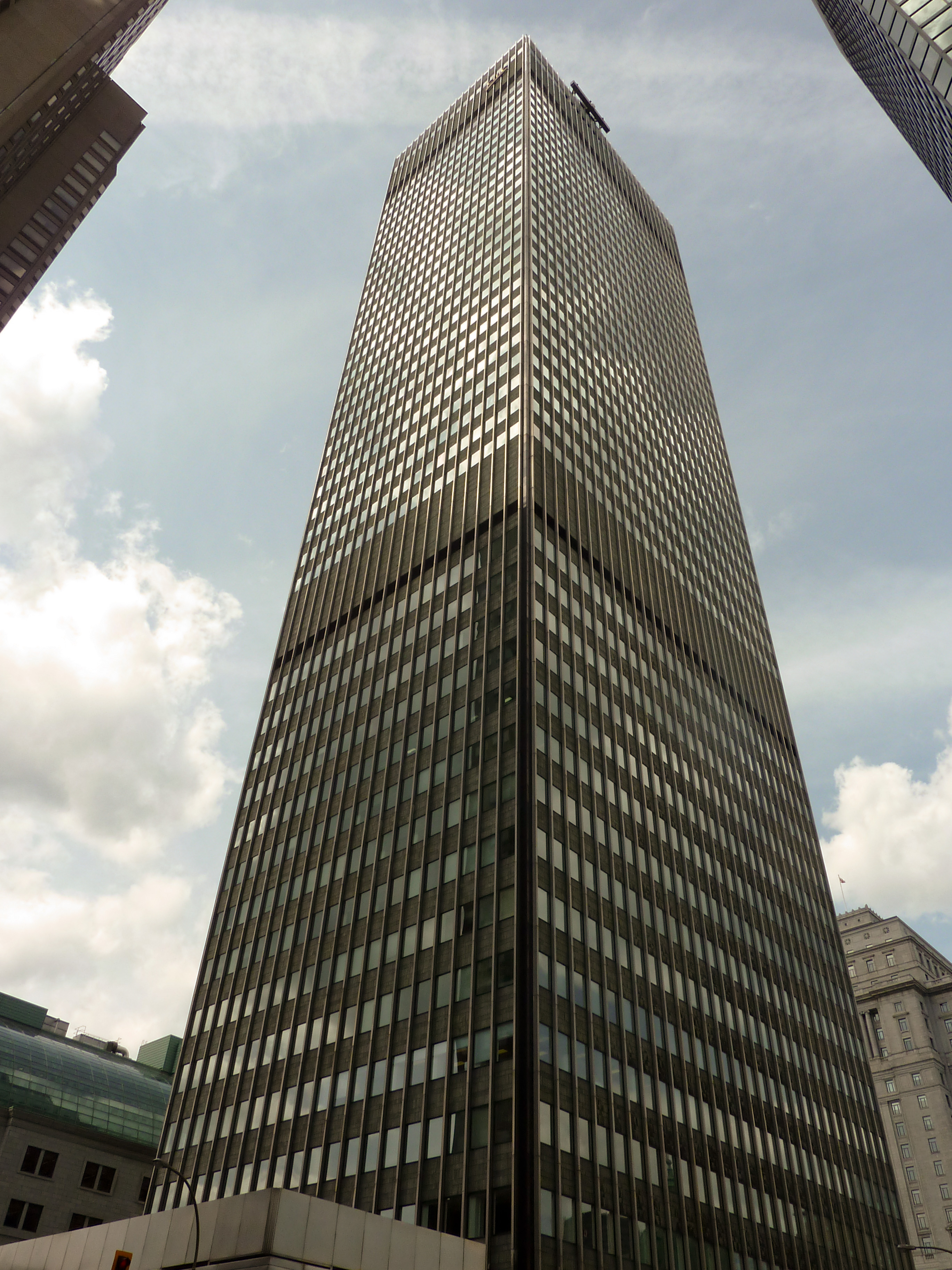
Tour CIBC de Montréal
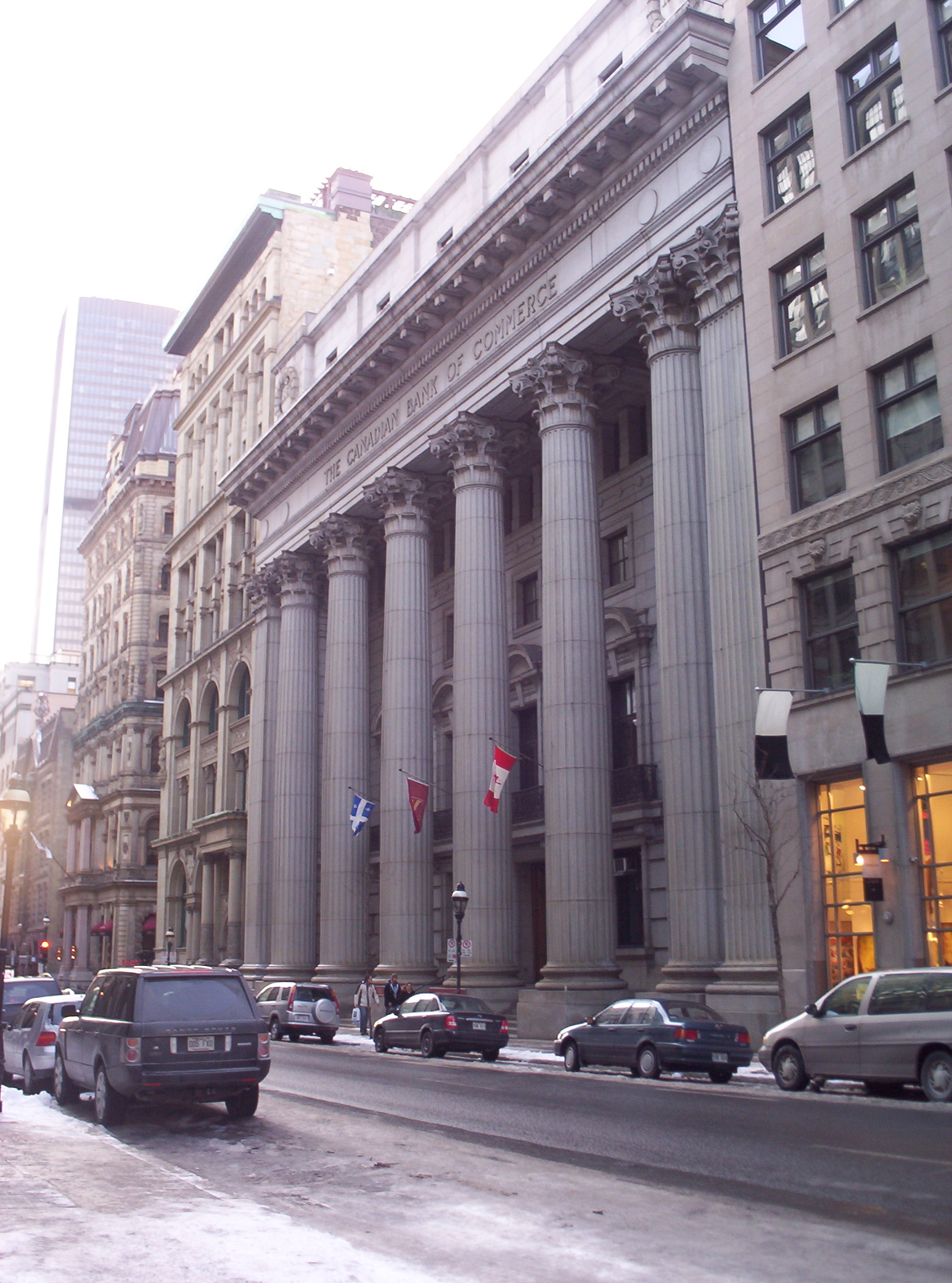
Ancien centre bancaire (succursale) de la Banque CIBC sur la rue Saint-Jacques à Montréal